# Loxahatchee Groves
Loxahatchee Groves – miasto w Stanach Zjednoczonych, w stanie Floryda, w hrabstwie Palm Beach.